# Lovemobil

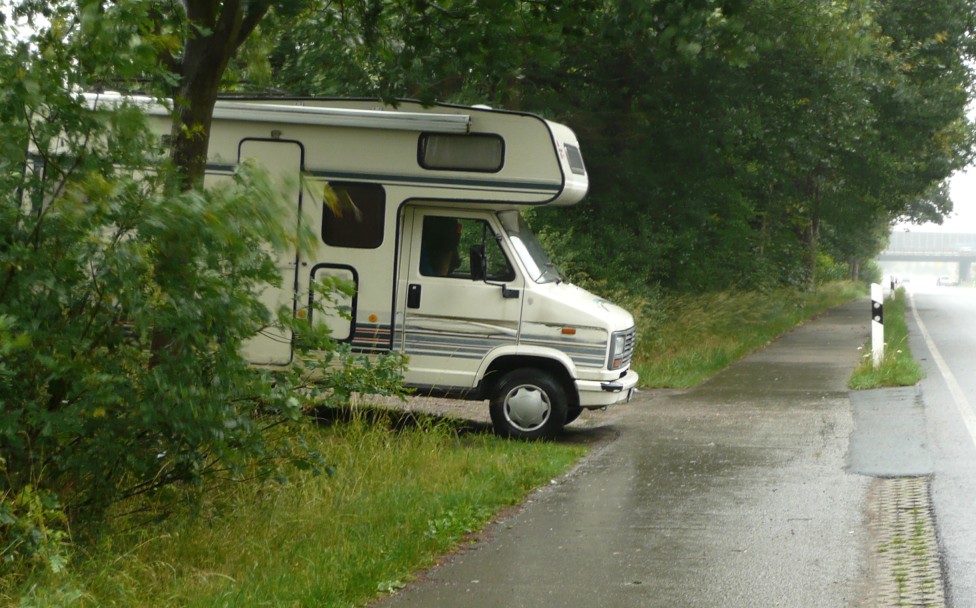
Liebesmobil an einer Einfahrt in Deutschland

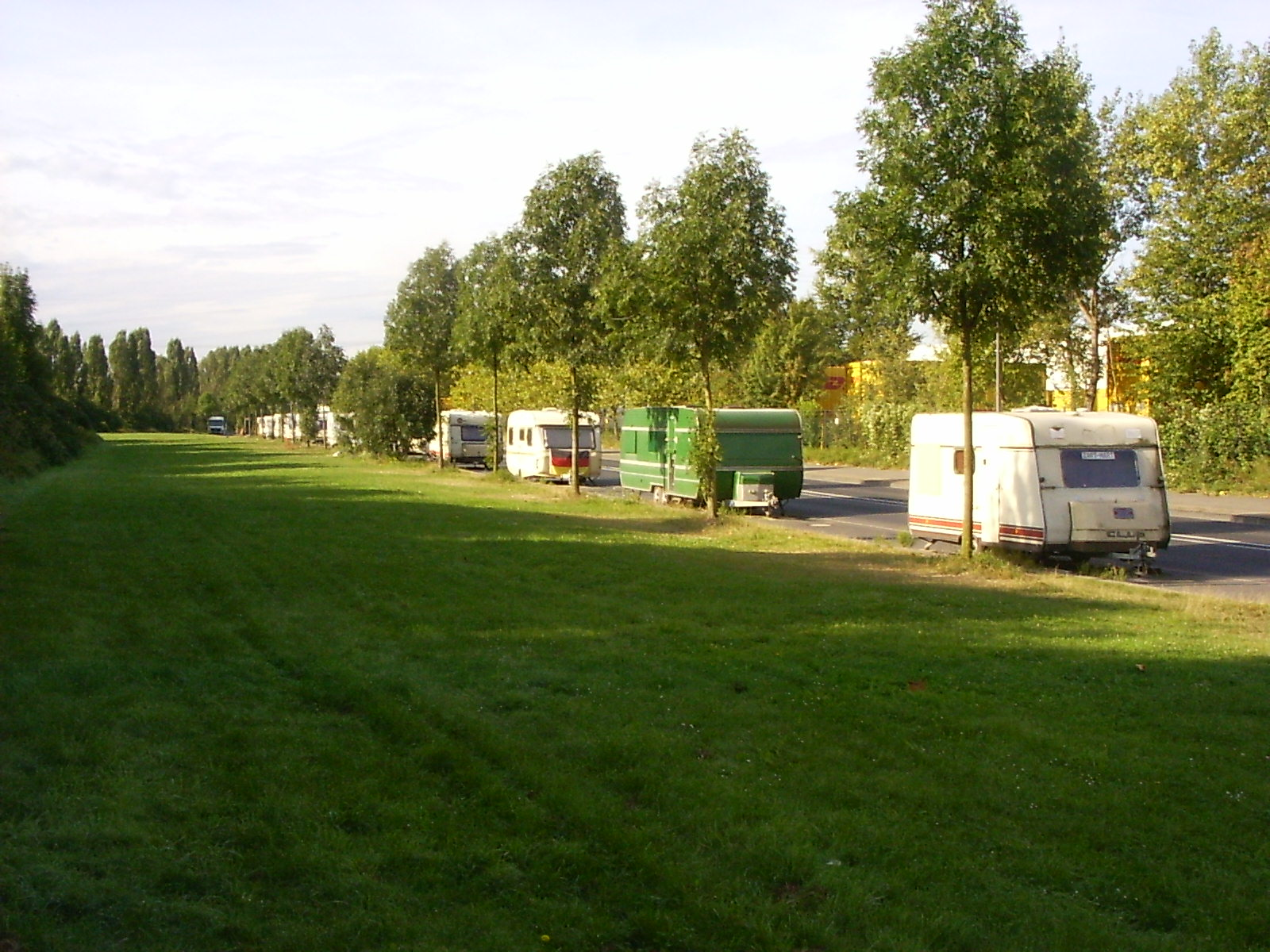
Wohnwagen-Strich am Bahnhof Köln Eifeltor (2012)

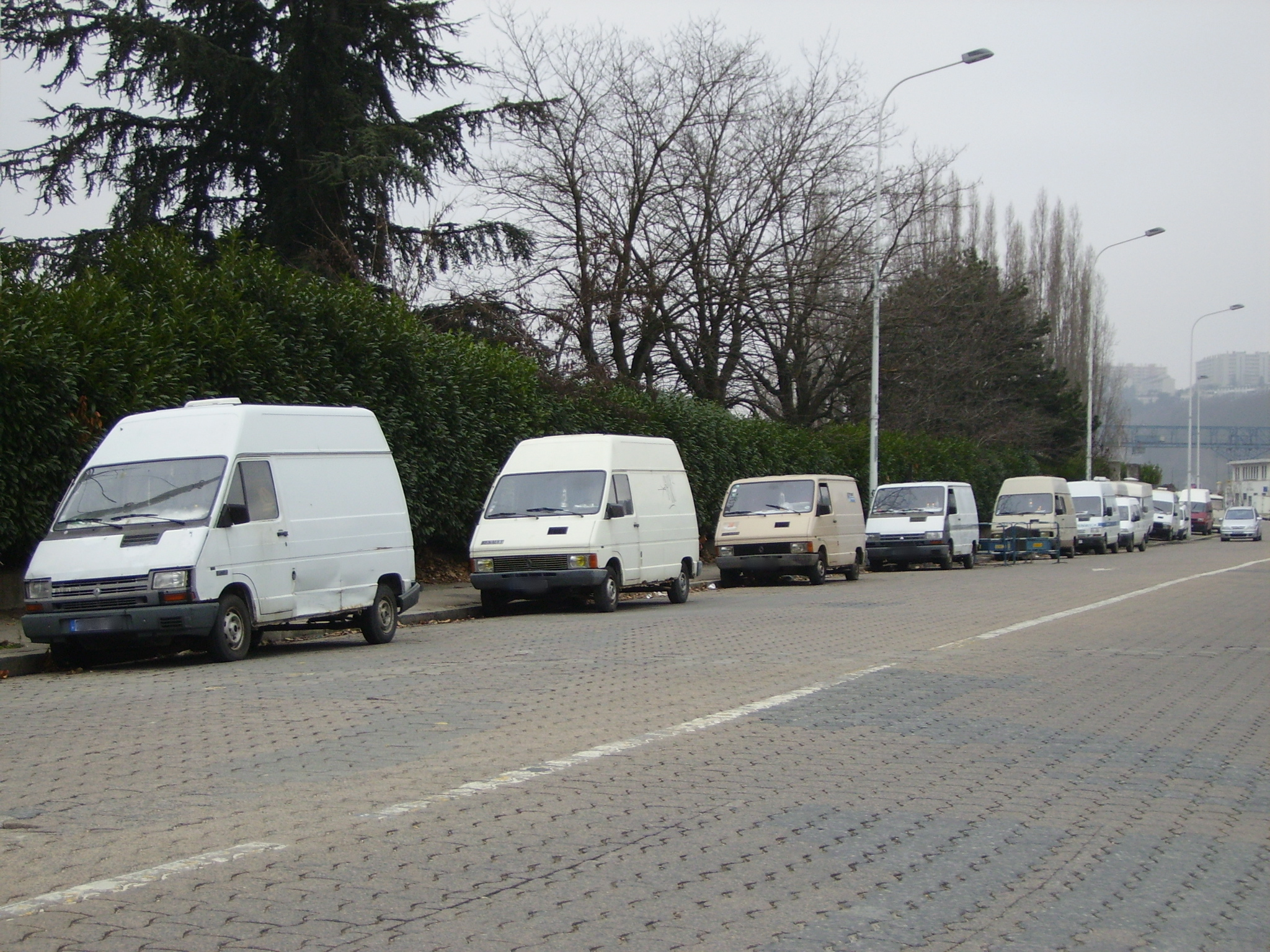
Lovemobile in Lyon, Frankreich (2006)

Als Lovemobil (deutsch Liebesfahrzeug) werden mobile Bordelle, meist in Form von Wohnwagen oder Wohnmobilen, bezeichnet. Sie werden von Prostituierten zur Ausübung ihres Gewerbes genutzt und stehen in Deutschland meist an den Ausfallstraßen vieler Städte. Während Wohnwagen meistens etablierte Plätze besetzen, sind Wohnmobile beweglicher.

## Rechtliche Lage in Deutschland
Die niedersächsische Stadt Soltau (Heidekreis) wollte 2012 die Dichte von „Lovemobilen“ im Stadtumfeld einschränken und erhob eine Vergnügungssteuer auf die Prostitution in Wohnmobilen. Damit stellte sie die mobilen Bordelle anderen Betrieben, zum Beispiel Schaustellbetrieben gleich. Ein Eigentümer von fünf derartigen Fahrzeugen klagte beim Niedersächsischen Oberverwaltungsgericht in Lüneburg gegen eine entsprechende Abgabe von fünf Euro pro Tag. Die Stadt sah den Betreiber als Unternehmer, der zu versteuernde Veranstaltungen anbietet. Das Verwaltungsgericht Lüneburg hatte in erster Instanz die Abgabe für zulässig befunden.

## Sicherheit
Die Lovemobile stehen meist in abgelegenen Teilen von Orten. Damit setzen sich die darin arbeitenden Prostituierten einem Sicherheitsrisiko aus. Es kommt immer wieder zu Fällen, in denen Gewalt gegen Prostituierte ausgeübt wird, ohne dass diese schnell Hilfe holen können. Im Jahre 2016 ermordete ein 30-Jähriger bei Peine in Niedersachsen eine aus Ungarn stammende Prostituierte und stahl ihre Tageseinnahmen. Er wurde zu einer lebenslangen Haftstrafe verurteilt.